# Emmanuel Arago
François Victor Emmanuel Arago (Parigi, 6 agosto 1812 – Parigi, 26 novembre 1896) è stato un politico francese.

## Biografia
Di famiglia repubblicana, avvocato, nel marzo 1848 Emmanuel Arago fu nominato dal governo provvisorio uscito dalla Rivoluzione prefetto di Lione. Successivamente ambasciatore a Berlino, si dimise all'elezione di Luigi Bonaparte alla presidenza della Repubblica.
Deputato dal 1848 al 1851, lasciò la politica fino al 1869, quando fu eletto alla Camera. Alla caduta di Napoleone, divenne ministro di Giustizia del governo di difesa nazionale, poi ministro degli Interni. Fu membro dell'Assemblea nazionale dal 1871 al 1876, quando divenne senatore. Fu anche ambasciatore a Berna dal 1880 à 1884.
Massone, nel 1878 divenne Grande Oratore del Supremo Consiglio del Rito scozzese antico ed accettato di Francia .